# Earlham (Iowa)
Earlham – miasto w Stanach Zjednoczonych, w stanie Iowa, w hrabstwie Madison. Zgodnie ze spisem statystycznym z 2000 roku, miasto liczyło 1.298 mieszkańców.